# Юозапенайте-Ээсмаа, Александра
Алекса́ндра Юозапенайте-Ээсмаа (лит. Aleksandra Juozapėnaitė-Eesmaa; 3 июня 1943, Граужиняй — 22 ноября 2012, Таллин) — литовско-эстонская пианистка. Заслуженная артистка Литовской ССР (1989).
Окончила Московскую консерваторию (1966) и аспирантуру там же, ученица Якова Зака. Совершенствовала своё мастерство в Париже под руководством Ивонны Лорио, Клода Эльфера и Пьера Санкана, брала также частные уроки у Артура Рубинштейна. В 1968 году получила первую премию Межреспубликанского конкурса пианистов имени Чюрлёниса. В 1968—1977 годах преподавала в Литовской консерватории.
С 1977 года в связи с замужеством жила в Эстонии, преподавала в Эстонской академии музыки, с 2002 года профессор.
Юозапенайте уже в 1953 года дебютировала с Симфоническим оркестром Государственной филармонии Литовской ССР, в 1958 г. выступила с первым сольным концертом. В дальнейшем она выступала вместе с ведущими музыкальными коллективами Литвы и Эстонии; в камерных концертах, в частности, играла вместе с Квартетом имени Чюрлёниса, аккомпанировала Виргилиюсу Норейке.
Записала шесть долгоиграющих дисков на фирме «Мелодия» и 11 альбомов в дальнейшем, в том числе три альбома с фортепианными сочинениями Микалоюса Константинаса Чюрлёниса и два альбома с произведениями Оливье Мессиана.